# Bürgerliste Oberhausen
Die Bürgerliste Oberhausen war eine Wählergemeinschaft in Oberhausen in Nordrhein-Westfalen.
Sie war von März 2015 bis September 2018 als eigene Gruppe mit den zwei Ratsmitgliedern Andrea-Cora Walther und Albert Karschti im Rat der Stadt Oberhausen vertreten, die sich vom Bündnis Oberhausener Bürger (BOB) getrennt hatten. Nachdem sich Karschti Anfang Oktober 2018 mit einem anderen fraktionslosen Ratsherrn zu der neuen Gruppe „Offen für Bürger“  zusammenschloss, übte Walter ihr Mandat als fraktionsloses Ratsmitglied aus.
Ihrem eigenen Verständnis nach sah sich die Bürgerliste Oberhausen als „ein Zusammenschluss von engagierten und interessierten Oberhausenerinnen und Oberhausenern, die aktiv daran mitarbeiten wollen, dass sich Oberhausen in einem positiven Sinne weiterentwickelt.“ Sie bestand aus circa 20 aktiven Mitgliedern. 
Im März 2016 gründete sich zudem als Jugendorganisation die „Junge Liste“ mit Max Vilt als Vorsitzenden.
Bei der Kommunalwahl im Jahr 2020 trat die Bürgerliste nicht mehr an. Nach 2021 ist sie kommunalpolitisch nicht mehr in Erscheinung getreten.